# Филипп (сын Александра I Македонского)
Филипп [V век до н. э.] — сын македонского царя Александра I

## Биография
Скорее всего, перед своей смертью Александр передал каждому из своих сыновей отдельные области. Так, Филиппу досталась земли на реке Аксии с городами Идоменой, Гортинией, Аталантой и некоторыми другими.
Пердикка II, стремясь к единовластию в Македонии, силой изгнал Филиппа из страны, и тот нашел убежище у одрисского царя Ситалка, обещавшего, однако, не поддерживать изгнанника.
В последующем Филипп принимал активное участие в различных компаниях, направленных против своего царствующего брата. Так, в 432 году до н. э. афинское правительство, находящееся на тот момент во вражде с Пердиккой, направило на север войско во главе с Архестратом. Ему оказали содействие Филипп и братья элимейского правителя Дерды I, «которые со своими отрядами вторглись в Македонию из глубины страны».
Умер Филипп не позднее 429 года до н. э., так как в этом году Ситалк выступил против не исполнившего своих обещаний Пердикки, стремясь возвести на трон Македонии сына Филиппа Аминту. Здесь, возможно, речь идет об Аминте II.